# Ochodaeus pallidus
Ochodaeus pallidus är en skalbaggsart som beskrevs av Gilbert John Arrow 1907. Ochodaeus pallidus ingår i släktet Ochodaeus och familjen Ochodaeidae. Inga underarter finns listade i Catalogue of Life.